# Никишин, Александр Алексеевич
Никишин Александр Алексеевич (2 сентября 1895, Баку — 10 марта 1939) — один из «строителей» отечественной нефтяной промышленности и высшего нефтяного образования в стране — первый ректор Азербайджанского нефтяного института, позже ректор Московского нефтяного института им. И. М. Губкина.

## Биография
Основные даты жизни и трудовой деятельности:
- 1895 — 2 сентября в Баку (Балаханах) в семье рабочего-нефтяника родился Александр Алексеевич Никишин.
- 1902—1917 — Учёба в церковно-приходской школе, работа в качестве ученика слесаря, а затем — слесаря в нефтепромысловых механических мастерских; учёба в техническом училище, работа в механических мастерских в качестве чертёжника (точные даты этого периода жизни А. А. Никишина не установлены).
- 1917 — Вступление в члены РКП(б).
- 1918 — Красноармеец «Железного полка»
- 1919—1920 — Туркестанский фронт — инструктор ЦК РКП(б). (Ташкент, Ферганская обл.). В составе 11-й Армии вступил в г. Баку.
- 1920 — Назначен заведующим орг. отдела Азербайджанского совета профсоюзов.
- 1921 — Включён в состав делегации Азербайджанских профсоюзов на IV Всероссийский съезд профсоюзов. Встреча с В. И. Лениным. Избран на должность секретаря Азербайджанского совета профсоюзов.
- 1922 — Избран в состав Закавказского бюро ВЦСПС (на 1 закавказском съезде профсоюзов); избран председателем Союза горнорабочих Азербайджана.
- 1926 — Назначен заведующим отделом агитации и пропаганды Бакинского комитета АКП(б).
- 1926 — Избран делегатом XV Конференции ВКП(б).
- 1928 — Избран секретарём Баилово-Биби-Эйбатского райкома АКП(б).
- 1929 — Назначен директором Азербайджанского политехнического института (АПИ), вскоре преобразованного в Азербайджанский нефтяной институт (АНИ)
- 1932 — Окончил (экстерном) нефтепромысловый факультет АНИ.
- 1933 — Назначен директором нефтяного геологоразведочного института (НГРИ) АН СССР (г. Ленинград)
- 1934 — Назначен и. о. директора Московского нефтяного института им. И. М. Губкина.
- 1937 — Освобождён от занимаемой должности по состоянию здоровья. Персональный пенсионер.
- 1938 — Арестован органами НКВД (октябрь).
- 1939 — Расстрелян как «враг народа». Похоронен в общей могиле № 1 на Донском кладбище.
- 1956 — Посмертно реабилитирован.